# Alejandro Gaviria
Alejandro Gaviria Uribe (Santiago, 25 de junio de 1966) es un académico, economista, escritor,  ingeniero civil y político colombiano.
Fue Subdirector del Departamento Nacional de Planeación, desde 2002 al 2004; fue Ministro de Salud y Protección Social de Colombia, desde el 3 de septiembre de 2012 al 6 de agosto de 2018. También fue director del Centro para los Objetivos de Desarrollo Sostenible para Latinoamérica y el Caribe (CODS) hasta 2019, cuando inició sus labores como rector de la Universidad de los Andes.
A finales de agosto de 2021, Gaviria anunció sus aspiraciones para lanzar su candidatura presidencial independiente para las elecciones presidenciales de 2022 en las cuales compitió como precandidato de la Coalición Centro Esperanza. Entre 2022 y 2023  ocupó el cargo de ministro de Educación bajo el gobierno de Gustavo Petro.

## Estudios y familia
Alejandro Gaviria nació el 25 de junio de 1966 en Santiago De Chile, donde sus padres residían temporalmente mientras cursaban sus estudios. Cuando tenía dos años, sus padres regresaron a Colombia, su país natal. 
Gaviria es hijo de Juan Felipe Gaviria Gutiérrez y de su esposa Cecilia Uribe Flórez. Su padre era ingeniero civil de la Universidad Nacional y fue un destacado político, ocupando cargos como la alcaldía de Medellín entre 1983 y 1984, y rector de la Universidad Eafit en los años 90. También fue gerente de la empresa EPM y Ministro de Obras Públicas en el gobierno de César Gaviria.
Gaviria estudió Ingeniería Civil en la Escuela de Ingeniería de Antioquia, pero ha desarrollado casi toda su carrera profesional como economista. Realizó una maestría en Economía en la Universidad de los Andes y posteriormente un doctorado en Economía en la Universidad de California.
Gaviria está casado con la economista colombiana Carolina Soto Losada, quien ha ocupado varios cargos públicos en la cartera de Hacienda y como codirectora del Banco de la República de Colombia. Con Carolina, Alejandro tiene a sus dos hijos, Mariana y Tomás Gaviria.

## Trayectoria laboral y académica
Trabajó como ingeniero en Suramericana de Seguros. Después de su maestría, pasó a ser economista en la Federación Nacional de Cafeteros y de allí se fue al Departamento Nacional de Planeación, como jefe de División. Luego realizó un doctorado en Economía en California. Al terminar el doctorado trabajó como investigador del Banco Interamericano de Desarrollo.
En 2000 regresó a Colombia como investigador de Fedesarrollo, y al año siguiente pasó a ocupar la Subdirección de ese tanque de pensamiento. En 2002, con el cambio de gobierno, regresó a Planeación Nacional, esta vez como Subdirector de Santiago Montenegro. Estuvo allí hasta 2004, cuando salió para dedicarse a la academia en la Facultad de Economía de la Universidad de Los Andes.
Fue decano de esa facultad y miembro del consejo editorial del periódico El Espectador, en el que publicó columnas de opinión. 

## Ministerio de Salud

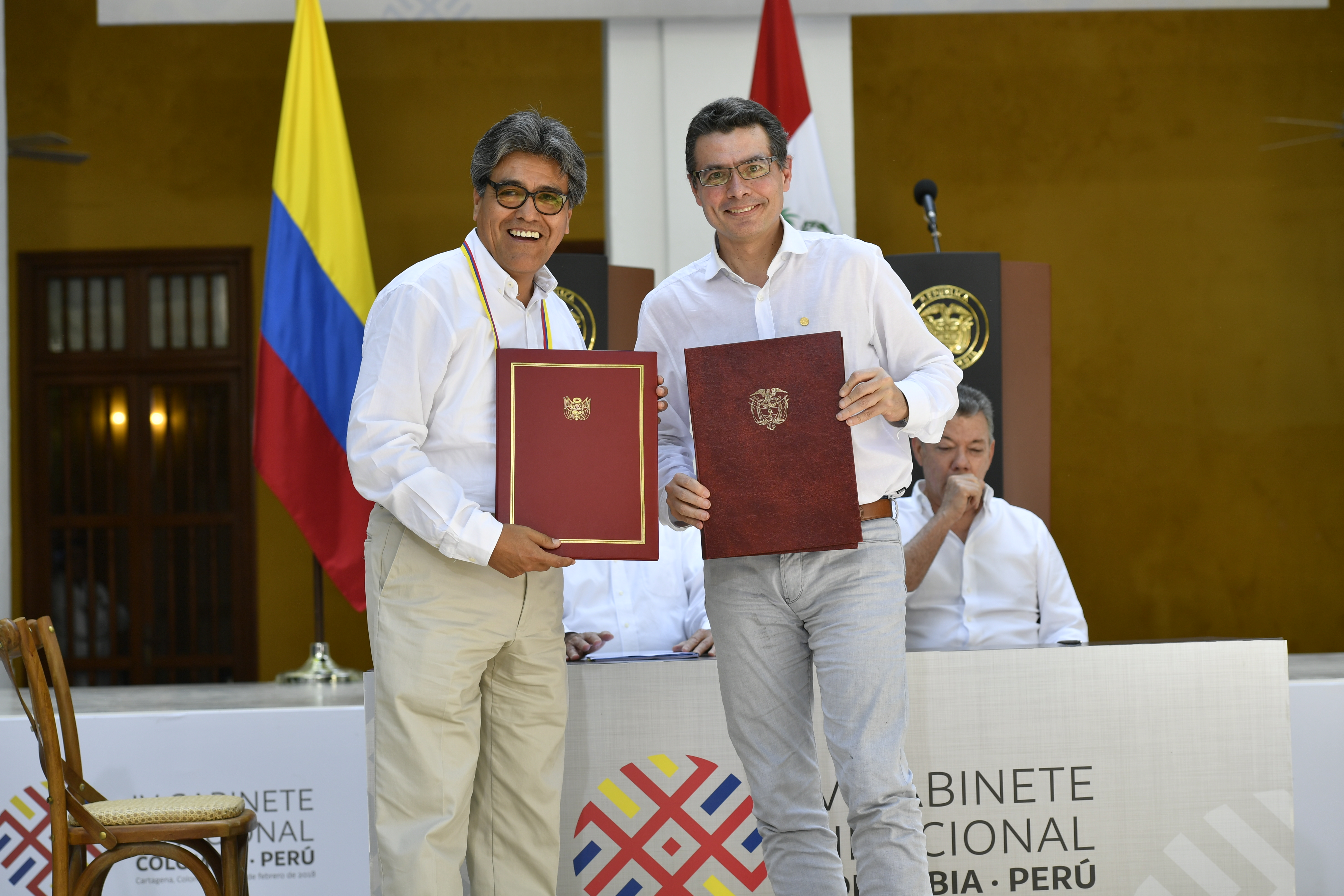
Alejandro Gaviria en su desempeño como ministro de salud en 2018 junto a su par de Perú

En agosto de 2012 el presidente Juan Manuel Santos lo nombró Ministro de Salud y lo ratificó en agosto de 2014.  En 2017 fue diagnosticado con un cáncer linfático tipo linfoma no Hodgkin difuso, del cual se sometió al tratamiento hasta principios de 2018.
Fue ministro de salud durante 6 años (2012-2018) durante los dos gobiernos del presidente Juan Manuel Santos, convirtiéndose en la segunda persona que ha ocupado por más largo tiempo dicha cartera después de Diego Palacio. En su gestión intentó mejorar la sostenibilidad financiera del sistema de salud colombiano mediante la regulación de las compras de medicamentos y nuevas tecnologías. Para ello se creó el Instituto de Evaluación Tecnológica en Salud (IETS), se organizaron compras centralizadas y se implementó la regulación de precios para ciertos medicamentos. También se hicieron avances en la defensa de la interrupción voluntaria del embarazo, los derechos reproductivos de la mujer y el derecho a morir dignamente. 
Durante su gestión realizó un esfuerzo pedagógico por explicar cada una de las medidas que adoptaba el ministerio mediante conferencias, vídeos de Youtube, entrevistas en televisión o en los ensayos publicados en sus libros. En estas explicaciones el ministro aparte de explicar las justificaciones técnicas realizaba reflexiones sobre los valores que se encontraban detrás de ellas, siendo especialmente importante la lucha contra la desigualdad en el acceso a la salud. Este enfoque se resume en su cita " Yo creo que educar es un parte importante de gobernar".
Igualmente enfrentó críticas en varios frentes. Una de las principales fue su manejo de la crisis financiera del sistema de salud, con detractores señalando que las reformas impulsadas, como la Ley Estatutaria de Salud (Ley 1751 de 2015), que reconoció la salud como un derecho fundamental en Colombia, pero su implementación ha sido criticada por no resolver la crisis financiera del sistema. Detractores señalaron que persistieron las barreras en el acceso a los servicios, dificultades en su aplicación por parte de las EPS y falta de mecanismos financieros sólidos para garantizar su sostenibilidad. También se le criticó por el manejo de la EPS Medimás, que asumió los afiliados de la liquidada Saludcoop, generando problemas en la atención a los pacientes.

## Rectoría de la Universidad de los Andes
Regresó a las labores académicas en 2018, siendo nombrado director del Centro de desarrollo sostenible para Latinoamérica, con sede en la Universidad de los Andes. El 22 de mayo de 2019 fue elegido por la Universidad de los Andes como rector, siendo el sucesor de Pablo Navas. 

Como rector apoyó la participación de la universidad en el "Paro Nacional 21N", habilitando el edificio de la Rectoría (Bloque Rgb) para que los estudiantes pernoctaran y se alimentaran esa noche, si no habían podido salir del campus e ir a sus casas antes del toque de queda del 22 de noviembre. 
"La Universidad de hoy debe ser activista" (Alejandro Gaviria) 
En 2020 junto al CODS organizó la Catedra Abierta "Nuestro Futuro" (basado en el libro de Manuel Rodríguez Becerra). Una serie de 8 charlas donde invitó diferentes referentes en el tema del desarrollo sostenible como lo son: Cristian Samper (WCS), Catalina Gonzales, Ana María Hernández (IPBES), Dolors Armenteras, Sandra Vilardy, Ximena Rueda, Germán Andrade, Juan Camilo Cárdenas, Manuel Pulgar-Vidal (ex-ministro de ambiente de Perú) y el mismo Manuel Rodríguez. 
Igualmente durante la pandemia por el coronavirus SARS-CoV2 de 2020 tomó la medida excepcional de hacer la totalidad de clases de pregrado y posgrado en modalidad virtual a partir del 16 de marzo de 2020.

## Candidatura presidencial
El 27 de agosto de 2021, Gaviria anunció oficialmente sus intenciones de aspirar a la presidencia de Colombia como candidato independiente. En un principio el director del Partido Liberal, César Gaviria, había intentado en varias ocasiones que el exministro aceptara ser candidato liberal a la presidencia, pero  Gaviria se negó en todas ellas a aceptar la postulación. Gaviria se unió a la consulta de la Coalición Centro Esperanza para elegir candidato presidencial quedando en cuarto lugar con 336.385.

## Ministro de educación

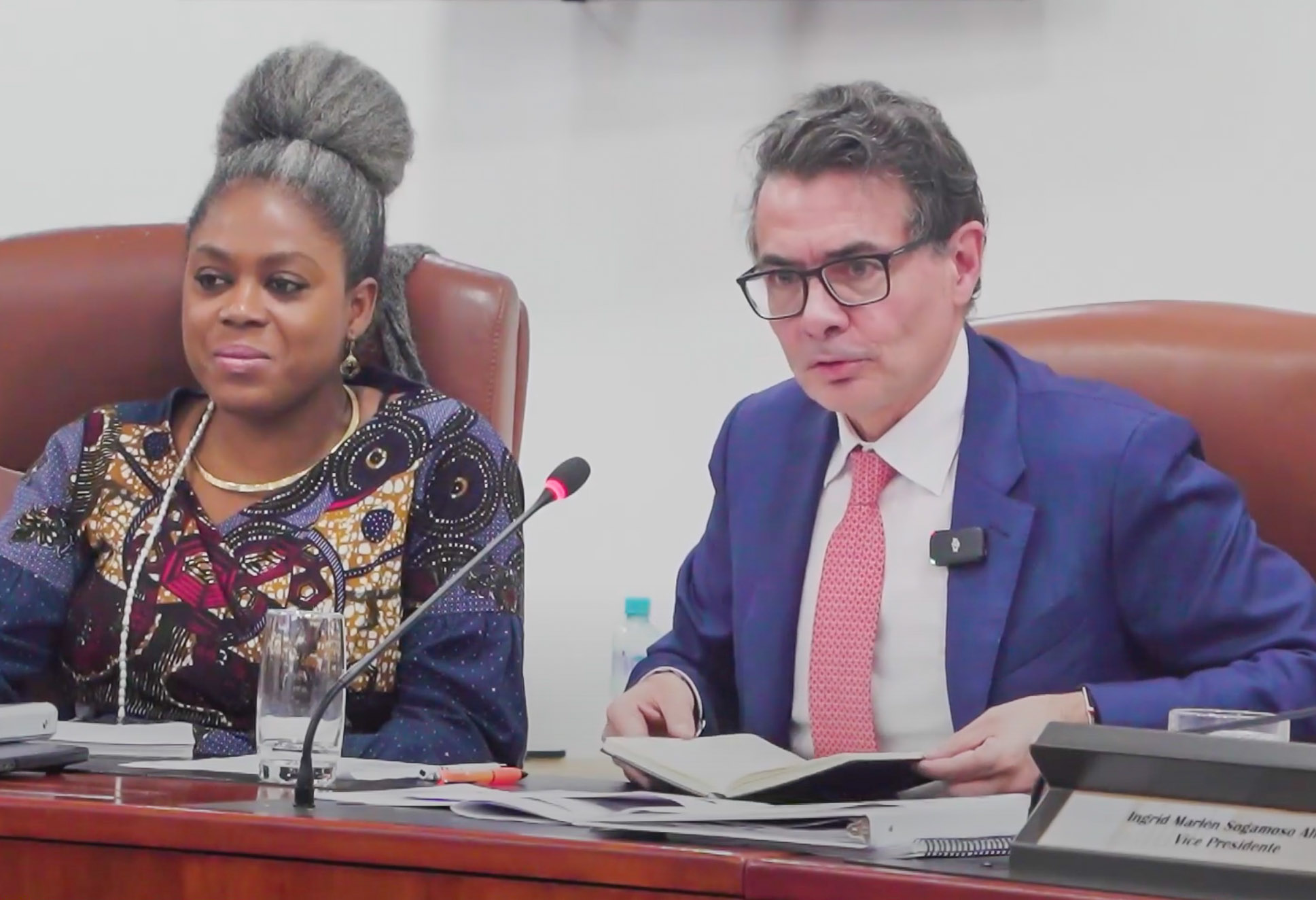
Gaviria junto a la viceministra Aurora Vergara en octubre de 2022.

En mayo de 2022, una vez conocidos los resultados de la primera vuelta presidencial, Gaviria anunció su respaldo a la candidatura de Gustavo Petro y Francia Márquez en el balotaje. Una vez electo, Petro designó a Gaviria para encabezar el empalme con el gobierno saliente en el sector de educación. En julio de 2022 Petro anunció en su cuenta de Twitter que Gaviria sería el ministro de Educación Nacional.
Gaviria tomó posesión el 7 de agosto de 2022 y nombró como viceministros a la profesora Aurora Vergara y al docente Hernando Bayona.
En febrero de 2023, en una alocución televisada, el presidente Petro anunció la salida de Gaviria y otros dos ministros del gabinete, agradeciéndoles por su trabajo. El retiro de Gaviria habría sido ocasionado por la filtración a la revista Cambio de un documento privado donde cuatro miembros del gabinete mostraban sus desacuerdos a la reforma de salud. Petro había insistido en que el documento debía permanecer privado pero no sucedió así. Aunque no se dio una explicación de la salida de Gaviria, algunos medios especularon que el presidente tendría indicios de que la filtración había podido provenir de parte del ministro Gaviria o de algunos de sus asesores cercanos, ya que, días antes, se había filtrado el borrador de una carta de Gaviria con reparos a la reforma y que, por lo tanto, Petro había perdido la confianza en él. Gaviria aseguró que sostuvo una conversación cordial con Petro y aseguró que la revista Cambio no había revelado la fuente de la filtración, pero había confirmado que no fue él quien les entregó el documento.

## Reconocimientos
En 2005, recibió la Medalla Juan Luis Londoño y en 2009 el Premio de Periodismo Simón Bolívar al Mejor Artículo de Opinión. En 2010, el periódico Portafolio lo premió como el mejor profesor de economía y administración del país y, en 2018, recibió la Orden de Boyacá, máxima condecoración que el gobierno colombiano concede a sus ciudadanos destacados por los servicios prestados al país.[cita requerida]

## Publicaciones
Gaviria es autor de varios artículos académicos, libros y ensayos sobre economía, desarrollo y literatura, entre otros.

### Libros
- Los que suben y los que bajan: educación y movilidad social en Colombia, 2002
- Is Geography Destiny? Lessons from Latin America, 2003
- Del romanticismo al realismo social y otros ensayos, 2005
- Uribenomics y otras paradojas, 2008
- Alguien tiene que llevar la contraria, 2016
- Hoy es siempre todavía, 2018
- Siquiera tenemos las palabras, 2019
- Otro fin del mundo es posible, 2020
- En defensa del humanismo, 2021
- No espero hacer ese viaje, 2022
- El desdén de los dioses, 2024

### Obras
- Londoño de la Cuesta, Juan Luis; Gaviria Uribe, Alejandro; Guerrero, Rodrigo, eds. (2000). Asalto al Desarrollo: Violencia en América Latina. Washington, D.C.: Inter-American Development Bank. ISBN 9781886938861. OCLC 45762414.
- Gaviria Uribe, Alejandro; Zapata Giraldo, Juan Gonzalo; González Velosa, Adriana (2002). Petróleo y Región: El Caso de Casanare. Cuadernos de Fedesarrollo, 8. Bogotá: Fedesarrollo. ISBN 9789586823630. OCLC 318238438.
- Gaviria Uribe, Alejandro (2002). Los Que Suben y Los Que Bajan: Educación y Movilidad Social en Colombia. Economía colombiana. Bogotá: Alfaomega Colombiana. ISBN 9789586823920. OCLC 53006782.
- Behrman, Jere R; Gaviria Uribe, Alejandro; Székely, Miguel, eds. (2003). Who's In and Who's Out: Social Exclusion in Latin America. Washington, D.C.: Inter-American Development Bank. ISBN 9781931003421. OCLC 60704979.
- Gallup, John Luke; Gaviria Uribe, Alejandro; Lora, Eduardo (2003). Is Geography Destiny? Lessons from Latin America. Palo Alto, CA: Stanford University Press. ISBN 9780585479576. OCLC 270787572.
- Gaviria Uribe, Alejandro (2005). Del Romanticismo al Realismo Social y Otros Ensayos. Colección Vitral. Bogotá: Grupo Editorial Norma. ISBN 9789580488408. OCLC 69953037.
- Gaviria Uribe, Alejandro (2008). Uribenomics y Otras Paradojas. Colección Vitral. Bogotá: Grupo Editorial Norma. ISBN 9789584507624. OCLC 263313360.
- Gaviria Uribe, Alejandro; Mejía Londoño, Daniel, eds. (2011). Políticas Antidroga en Colombia: Éxitos, Fracasos y Extravíos. Bogotá: University of the Andes. ISBN 9789586956024. OCLC 739120420.